# 十三道制

十三道制

十三道制（じゅうさんどうせい）は、1896年8月から行われた李氏朝鮮（1897年10月より大韓帝国）の地方行政区画である。
1896年（建陽元年・高宗33年）8月4日公布・施行の勅令第36号「地方制度官制改正に関する件」によって実施された。前年に導入された二十三府制を廃し、広域行政区画として道を再設置した。ただし、朝鮮八道のうち咸鏡・平安・忠清・慶尚・全羅の5道を南北に分けて13道とし、8府・1牧・332郡とした。
下位行政区画の統廃合はその後も行われたが、朝鮮全土を13の道で構成する枠組みは日本統治時代の朝鮮の行政区画にも継承された。

## 十三道
日本統治下の各道にリンクしている。
- 京畿道
- 忠清北道
- 忠清南道
- 全羅北道
- 全羅南道
- 慶尚北道
- 慶尚南道
- 黄海道
- 平安南道
- 平安北道
- 江原道
- 咸鏡南道
- 咸鏡北道

## 参考史料
- （朝鮮語） ウィキソース（朝鮮語版） 高宗実録 33年8月